# Meli-Shipak
Meli-Shipak (en akkadien : ), également appelé Meli-Shipak II, est un roi de Babylone appartenant à la dynastie kassite, qui règne de 1186 à 1172 av. J.-C..

## Biographie
Son nom de naissance est Shihu (ou Melishihu) et semble être le dernier souverain à porter un nom kassite.
Le règne de Meli-Shipak est connu par trois kudurrus, stèles rapportant des donations de terres faites par le roi à certains de ces proches, dont son fils et futur successeur.
Meli-Shipak entreprend la restauration de l'Ekur dans la ville de Nippur, de l'Egalmah à Isin, et un inventaire de temple néo-babylonien enregistre ses bienfaits à Ur.
Sa fille aînée épouse le roi Shutruk-Nahhunte, d'origine élamite.
Son règne semble avoir été pacifique, mais voit le début d'un conflit latent avec le royaume voisin d'Élam, dirigé par Shutruk-Nahhunte. Ce dernier revendique en effet le droit au trône de Babylone, du fait d'alliances matrimoniales passées précédemment entre rois élamites et kassites (Shutruk-Nahhunte pille la ville de Suse). Le conflit éclate cependant sous le successeur de Melishipak, Marduk-apla-iddina.

## Famille

### Mariage et enfants
De son mariage avec une femme inconnue, il eut :
- Marduk-apla-iddina
- Une fille, mariée au roi élamite Shutruk-Nahhunte
- Un garçon, mariée à la reine Lutnique-Nahweu

## Galerie

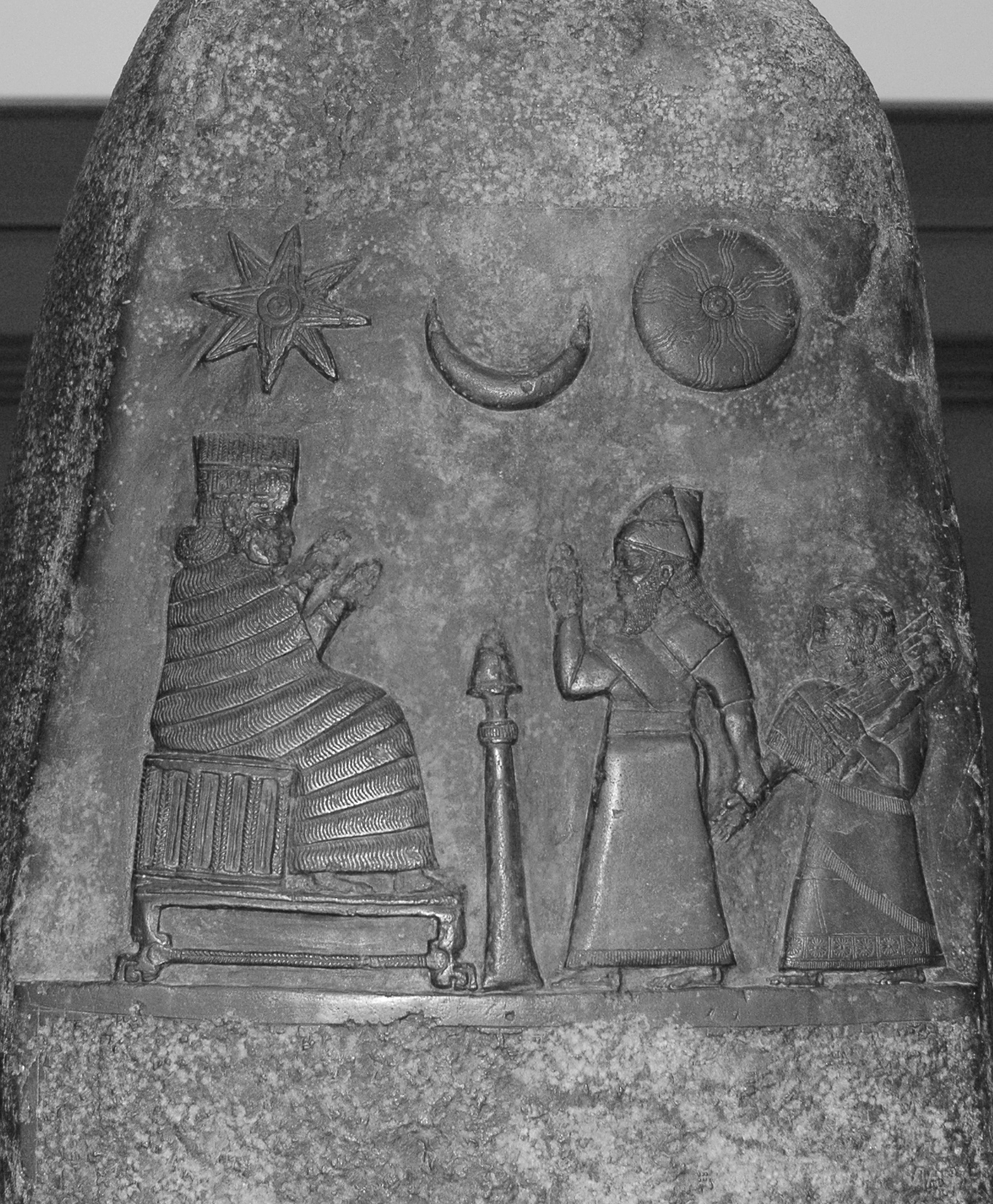
Meli-Shipak sur un kudurru (musée du Louvre) : le roi (au centre) présente sa fille (à droite) à la déesse Nanaya (à gauche sur le trône)